# Anti Money Laundering
Anti Money Laundering (AML) är automatiserade system som skall upptäcka och förhindra penningtvätt. AML-systemen installeras på banker och hos finansiella organisationer för att kartlägga kunders beteende och avslöja beteendemönster eller kontakter som tyder på brottslig penningtvätt.

## Källhänvisningar
1. ↑  ”Avslöjar: 10 miljarder lämnar Sverige varje år – misstänkt smuggling (Generellt ser vi att det är av oerhörd stor vikt att ingen bryter kedjan utan att alla aktörer utför sitt AML-arbete grundligt, konstaterar Stålhandske (vd Loomis Sverige AB))”. Arkiverad 13 maj 2024. https://www.svt.se/nyheter/granskning/ug/avslojar-10-miljarder-lamnar-sverige-varje-ar-misstankt-smuggling.